# Shackleford
Shackleford est un village et une paroisse civile du Surrey, en Angleterre. Il est situé dans le sud-ouest du comté, à 8 km de la ville de Guildford et à une cinquantaine de kilomètres au sud-ouest du centre-ville de Londres. Administrativement, il relève du borough de Guildford.
Outre le village de Shackleford, la paroisse civile comprend également les hameaux d'Eashing, Hurtmore, Norney et Gatwick. Au recensement de 2011, elle comptait 770 habitants.